# Castello di Chaumont
Il castello di Chaumont-sur-Loire (AFI: /ʃoˈmõ syʁ lwaʁ/), detto anche castello di Langon (/lɑ̃ɡõ/), è situato a Chaumont-sur-Loire, dipartimento Loir-et-Cher, Francia. A partire dal 2000, insieme all'intera Val de Loire, è diventato patrimonio mondiale dell'UNESCO.

## Fondazione, Medioevo e Rinascimento
Fu costruito nell'XI secolo da Oddone I († 995), Conte di Blois, Reims, Tours, Chartres, Châteaudun e Provins (982-995), figlio di Tebaldo I di Blois e sposo di Berta di Borgogna, figlia del re di Arles Corrado III di Borgogna e futura regina consorte di Francia.
Passato poi nel 1037 al cavaliere milites normanno Hilduin (o Gelduin, Guelduin, Ilduino), primo signore di Maillé (detta Luynes dal XVII secolo), signore visconte di Chaumont, Chartres, e Vexin, questi lo fece ampliare e consolidarne le fortificazioni.
Il castello di Chaumont rimase per alcune generazioni proprietà dei discendenti di Hilduin, fin quando una sua pronipote, Denise de Fougères, lo recò in dote a suo marito Sulpice d'Amboise (circa 1030-circa 1080) ed il castello passò nelle mani degli Amboise rimanendovi per cinque secoli.
Nel 1455 il castello fu fatto incendiare e radere al suolo da Luigi XI, quale punizione a Pietro d'Amboise (1408-1473) per la sua partecipazione alla Lega del bene pubblico. Perdonati gli Amboise dal re, questi contribuì finanziariamente alla ricostruzione del castello, operata fra il 1465 ed il 1475 dal figlio di Pietro d'Amboise, Carlo I d'Amboise (1430-1481), che vi fece anche aggiungere un'ala a nord (oggi non più esistente).
Nel 1560 la proprietà del castello passò a Caterina de' Medici la quale vi ospitò numerosi astrologi, incluso Nostradamus.
Alla morte del marito, Enrico II di Francia, Caterina usò il suo potere per costringere Diana di Poitiers, amante del marito, ad accettare il castello di Chaumont in cambio del più ambito castello di Chenonceau. Diana di Poitiers visse a Chaumont per un breve periodo dopo il quale il castello fu rivenduto.

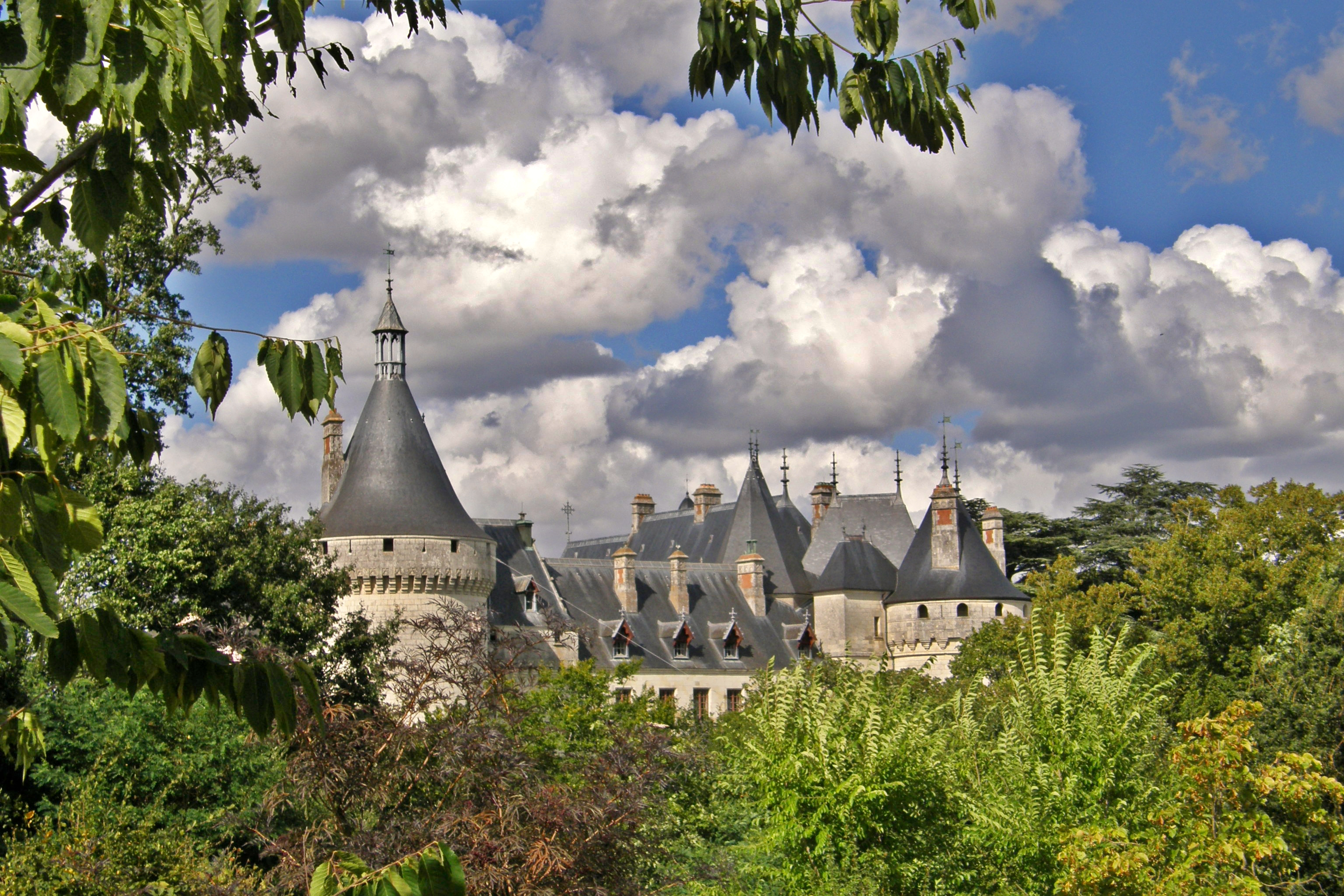
La vista del castello dai terreni del feudo
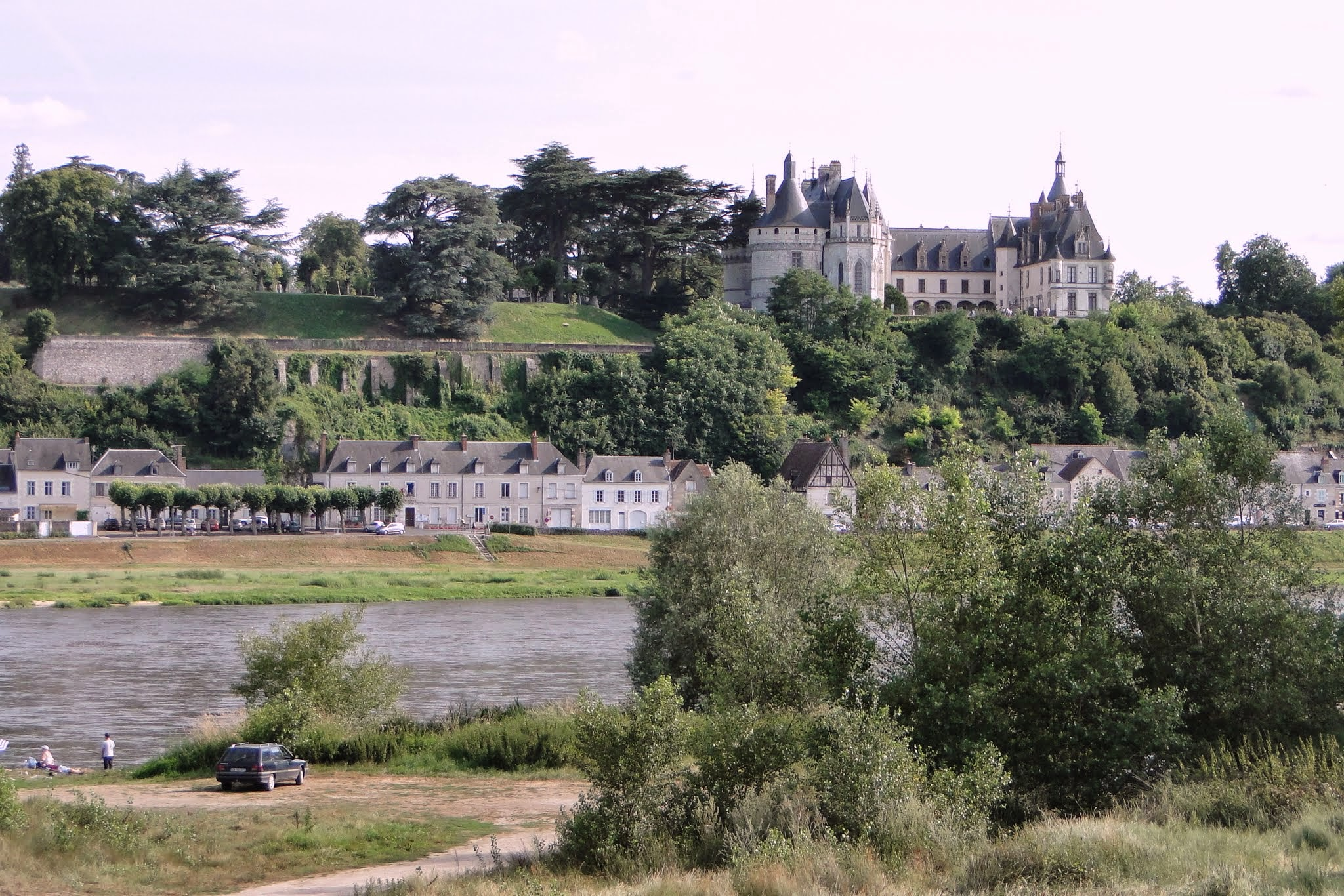
Château de Chaumont
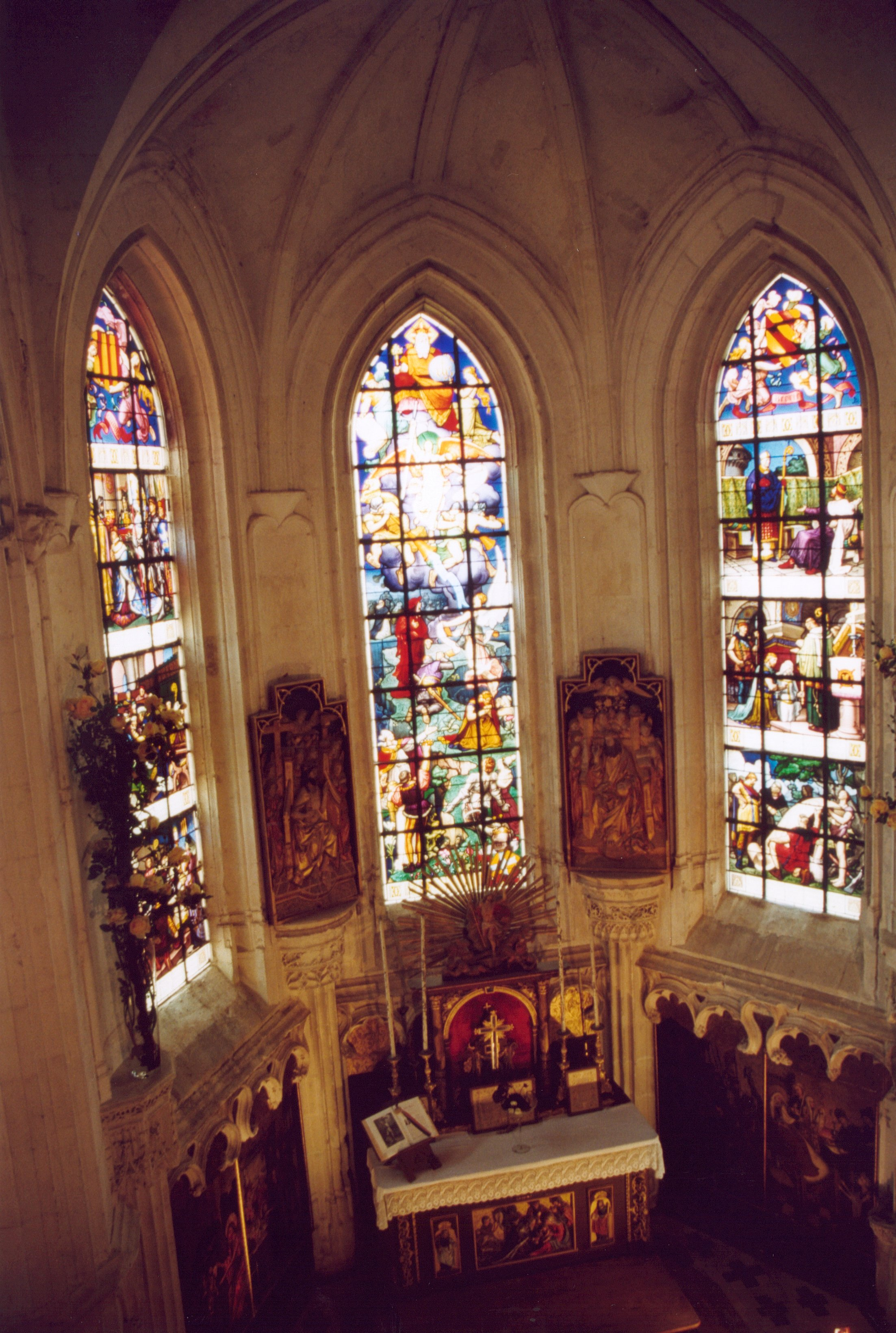
La cappella
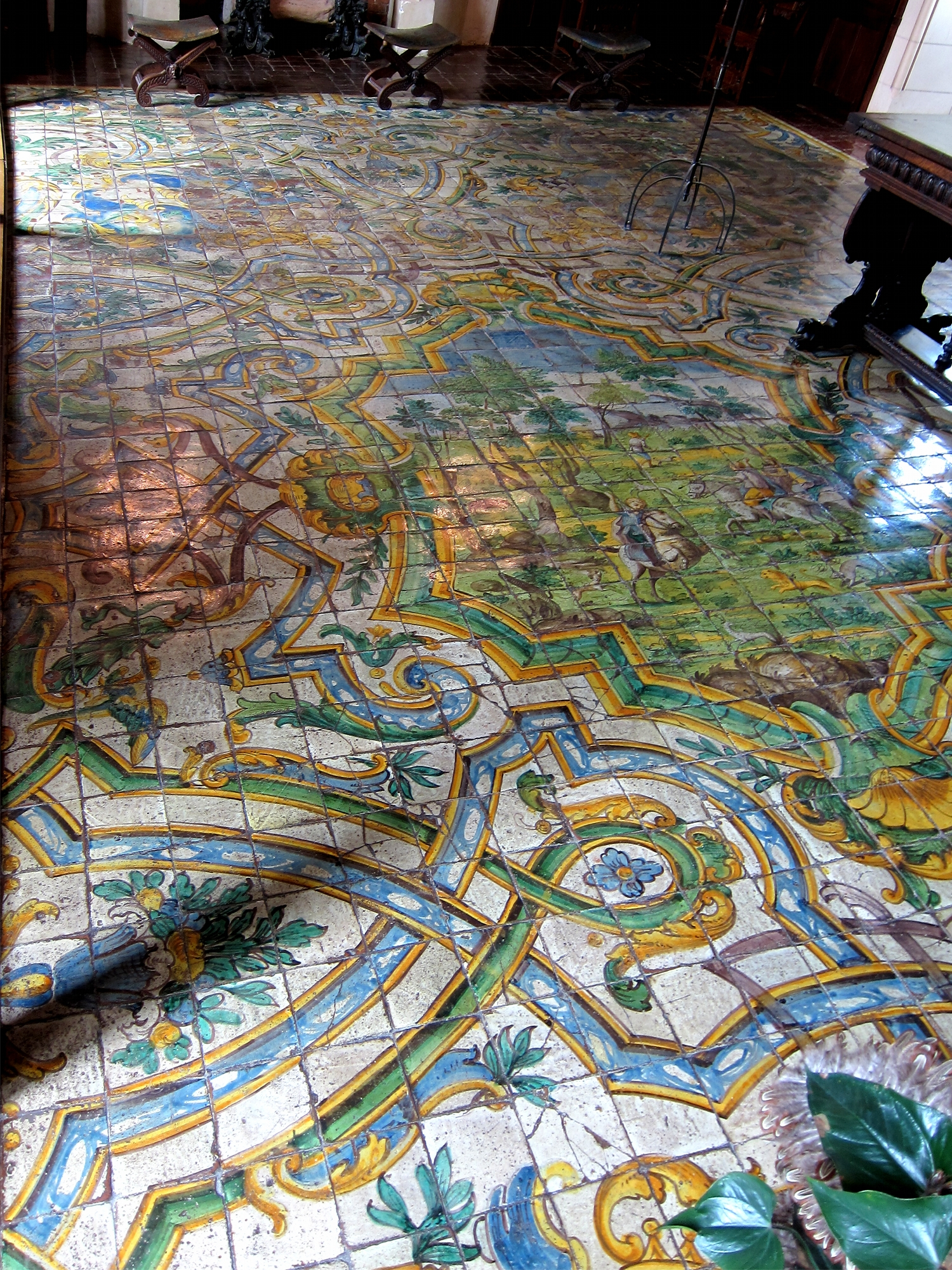
Salone
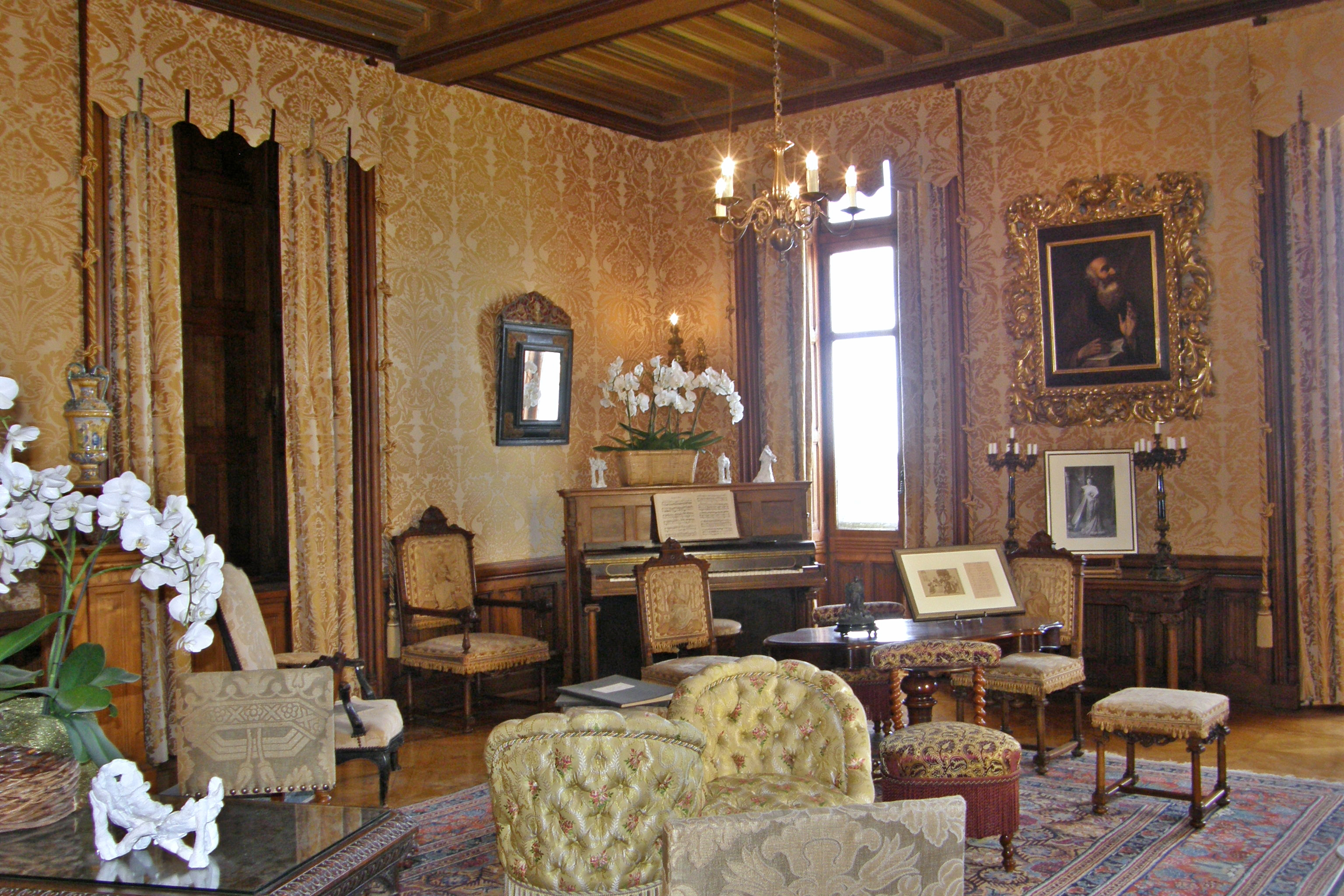
Salone del Principe de Broglie
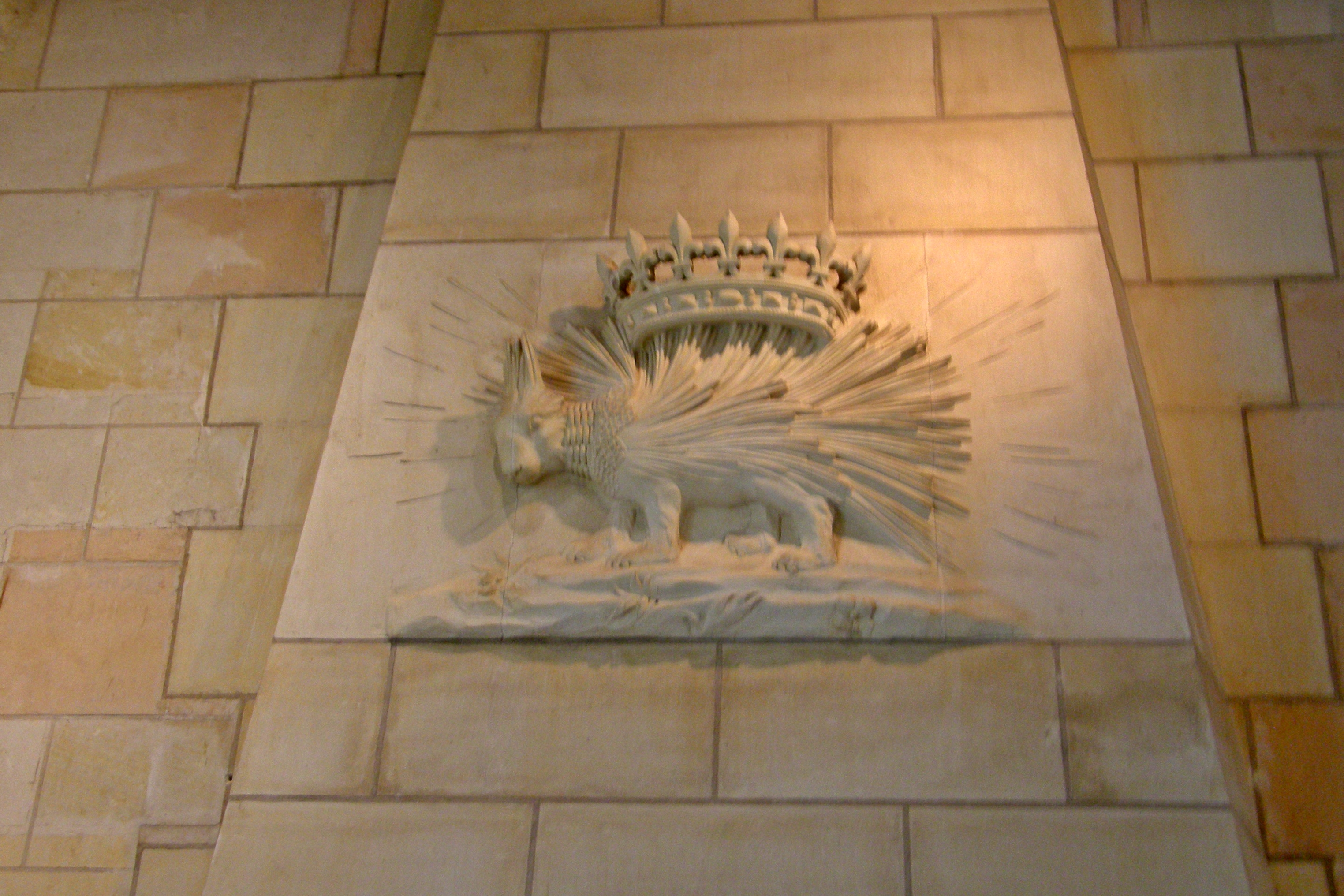
Stemma di Luigi XII
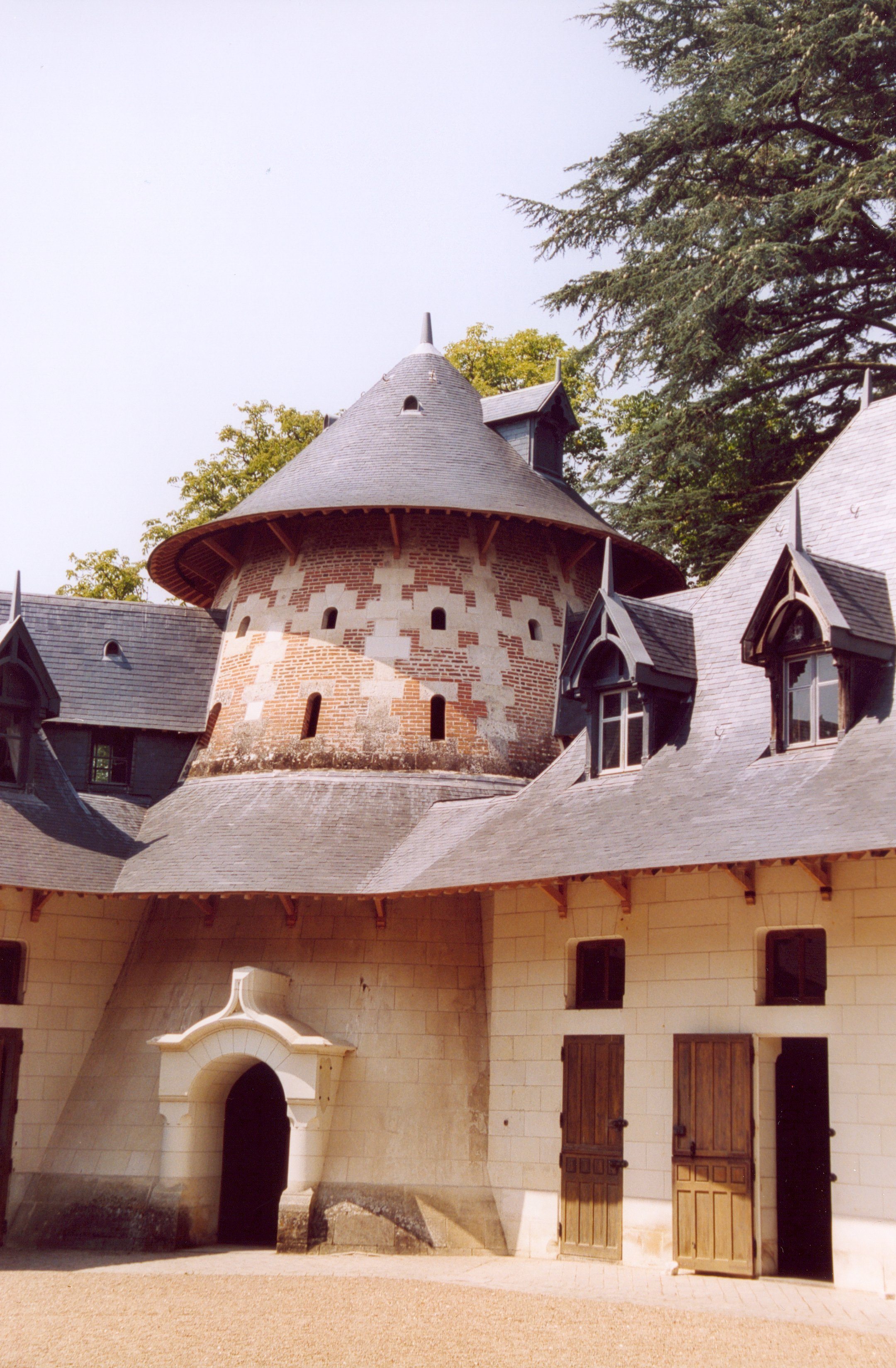
Le stalle del castello

## Illuminismo, Romanticismo e Belle Epoque
A partire dal secolo dei lumi il castello tornò ad essere dimora di personaggi illustri, tra i quali si annoverano:
- Jacques-Donatien Le Ray, sovrintendente agli Invalides sotto Luigi XVI e attivo sostenitore della guerra di indipendenza americana;
- Madame de Staël, letterata e scrittrice francese;
- Henry-Amedée de Broglie, al quale si deve la modernizzazione del castello (introduzione di elettricità e acqua corrente) e un'imponente opera di restauro.

## Il Novecento e l'età contemporanea
La famiglia De Broglie, alla morte di Henry-Amedée, incappò in una serie di investimenti sbagliati e spese folli che la portarono inevitabilmente alla rovina economica. La tenuta di Chaumont fu a tutti gli effetti smembrata e venduta un pezzo alla volta: dapprima i possedimenti terrieri, poi una parte del parco, infine centinaia di opere d'arte.
Nel 1937 lo Stato francese espropria il castello per motivi di pubblica utilità e il 1º agosto dell'anno successivo il governo entra in pieno possesso della tenuta e anche degli arredi superstiti: arazzi e mobili antichi.
Nel 2000 il castello viene dichiarato dall'UNESCO patrimonio mondiale dell'umanità in quanto parte della Valle della Loira e nel 2007 diventa monumento Regionale.

## Ritrovamenti archeologici
Il giorno 11 gennaio 1613, dei muratori scavando in un campo nei pressi delle rovine del castello di Chaumont, in un'area che per tradizione era chiamata il "campo del gigante", nel Delfinato, ritrovarono insieme a diverse antiche monete una enorme tomba, coperta da un sasso su cui erano incise le parole "Theutobochus Rex" (attribuite a Teutoboco Re dei Teutoni e dei Cimbri dello Jutland), all'interno furono ritrovati i resti di un corpo umano dalle forme di un gigante (venticinque piedi e mezzo largo dieci alle spalle). Le monete ritrovate con la pietra di Teutoboco erano d'argento e recavano da un lato l'immagine di Gaio Mario e dall'altra una M e una A intrecciate. Questi resti erano simili a quelli ritrovati nel 1515 a Mazzarino in Sicilia (trenta piedi) e nel 1548 (trenta piedi) e 1550 (trentatré piedi) ritrovati nella Val di Mazzara nei pressi di Palermo, e poi ancora nei pressi di Trapani. Anche presso la "Nostra Signora di Parigi" si vedeva una tomba enorme e si narra contenesse un gigante di trenta piedi. Nel XVII Nicola Habicot, anatomico e chirurgo del S. Cosmo di Parigi, afferma nei suoi scritti di aver visto presso il Signore di Nemours un uomo gigante di quindici piedi.